# Boaz Yakin
Boaz Yakin (New York, 1966. június 20. –) izraeli-amerikai forgatókönyvíró, rendező, producer. Olyan filmek forgatókönyveit írta, mint A zöldfülű (1990), a Perzsia hercege: Az idő homokja (2010) és a Szemfényvesztők (2013).

## Élete
New York City-ben született. Szülei izraeli származásúak, és Párizsban ismerték meg egymást. Apja családja szíriai zsidó származású, míg anyja családja lengyel zsidó származású.
A Bronx High School of Science tanulója volt, ahol Jon Cryer színésszel járt egy osztályba. A City College of New York főiskolán tanult, majd a New York Egyetemen folytatta tanulmányait. 19 éves korában írta meg első forgatókönyvét.

## Magánélete
Alma Har'el videoklip-rendező volt a felesége. 2012-ben elváltak.

## Filmográfia
| Év   | Magyar cím                                | Feladatkör | Feladatkör | Feladatkör | Megjegyzés                                 |
| Év   | Magyar cím                                | Rendező    | Író        | Producer   | Megjegyzés                                 |
| ---- | ----------------------------------------- | ---------- | ---------- | ---------- | ------------------------------------------ |
| 1989 | A Büntető                                 | Nem        | Igen       | Nem        |                                            |
| 1990 | A zöldfülű                                | Nem        | Igen       | Nem        | társíró Scott Spiegellel                   |
| 1994 | Kint az utcán                             | Igen       | Igen       | Nem        | rendezői debütálás                         |
| 1998 | Drágább a gyöngyöknél                     | Igen       | Igen       | Nem        |                                            |
| 1999 | Alkonyattól pirkadatig 2. – Texasi vérdíj | Nem        | Sztori     | Nem        | társíró Scott Spiegellel                   |
| 2000 | Emlékezz a Titánokra!                     | Igen       | Nem        | Nem        |                                            |
| 2003 | Nagydumás kiscsajok                       | Igen       | Nem        | Vezető     |                                            |
| 2004 | Dirty Dancing – Piszkos tánc 2.           | Nem        | Igen       | Nem        | társíró Victoria Arch-al                   |
| 2008 | Szerelemben, halálban                     | Igen       | Igen       | Igen       |                                            |
| 2010 | Perzsia hercege: Az idő homokja           | Nem        | Igen       | Nem        | társíró Doug Miróval és Carlo Bernarddal   |
| 2012 | A biztonság záloga                        | Igen       | Igen       | Nem        |                                            |
| 2013 | Szemfényvesztők                           | Nem        | Igen       | Vezető     | társíró Ed Solomonnal és Edward Ricourt-al |
| 2015 | Max                                       | Igen       | Igen       | Vezető     | társíró Sheldon Lettich-el                 |
| 2018 | Kollégium                                 | Igen       | Igen       | Nem        |                                            |
| 2020 | Aviva                                     | Igen       | Igen       | Igen       |                                            |
| 2021 | A vadnyugat törvényei szerint             | Nem        | Igen       | Nem        | társíró Jeymes Samuel-el                   |

Csak producer
- 2001 Maniacs (2001)
- Bombay Beach (2011) (Dokumentumfilm)

Csak vezető producer
- Motel (2005)
- Motel 2. (2007)

## Könyvei
- Marathon (2012)
- Jerusalem (2013)